# Jovan Babunski
Jovan Stojković (en serbio: Јован Стојковић; Martolci, Imperio otomano, 25 de diciembre de 1878 — Veles, Yugoslavia, 17 de febrero de 1920) conocido como Jovan Babunski (Јован Бабунски), fue un comandante chetnik serbio (en serbio: војвода, vojvoda) durante la Lucha Macedónica, las Guerras de los Balcanes y la Primera Guerra Mundial. Tras el asesinato de su hermano y su sobrino a manos de la Organización Interna Revolucionaria de Macedonia (IMRO), se unió a una banda chetnik y asumió el mando de unidades chetnik en el río Vardar, donde él y sus hombres se enfrentaron a menudo a las fuerzas búlgaras y otomanas.
Al estallar la Primera Guerra de los Balcanes se alistó en el ejército serbio y fue herido mientras luchaba en el pueblo de Strevica. Durante la segunda guerra de los Balcanes, se unió a un destacamento de voluntarios serbios y luchó en la Batalla de Bregalnica. Durante la Primera Guerra Mundial, Babunski y su destacamento chetnik lucharon contra las fuerzas austrohúngaras en el verano de 1914 y más tarde combatieron en el Frente macedonio, donde Babunski fue ordenado por el general francés Louis Franchet d'Espèrey después de que él y sus hombres capturaran dos submarinos enanos alemanes y sus tripulaciones. Después de la guerra, Babunski y su fuerza de 250 hombres ayudaron a las autoridades serbias a reprimir la resistencia búlgara en las ciudades macedonias de Bitola y Tikveš, cometiendo varias atrocidades en el proceso. Considerado uno de los comandantes chetnik más famosos de su época, Babunski murió en Veles en febrero de 1920.